# 小李庄站
小李庄站是京广铁路上的铁路车站，位于中国河南省郑州市管城回族区南曹乡，建于1917年，目前为四等站，目前不办理客运业务；货运：仅办理专用线、专用铁道整车货物发到。

## 未来发展
2018年12月26日，《郑州铁路枢纽总图规划（2016-2030年）》正式获得中国铁路总公司和河南省人民政府的联合批复。根据该规划，小李庄站被规划为郑州四大主要铁路客运站之一（另外三站分别为郑州站、郑州东站和郑州航空港站），起到为郑州站分流的作用。有市民提议将此站命名为“郑州南站”。
2022年6月20日，济郑高速铁路濮阳至郑州段、郑州航空港站开通仪式和新建郑州南站、平漯周高铁、郑开城际铁路延长线建设动员会同时举行。新建郑州南站在既有小李庄站原址改建，将与陇海外绕线工程同步建设，既有郑州车站承担的京广线、陇海线普速列车作业任务将搬迁至新建小李庄客站。届时，郑州车站客车到发线能力紧张、南咽喉运能饱和问题将得到有效缓解。